# AccurateRip

AccurateRip-Logo (Webseite)

Als AccurateRip wird ein Verfahren bezeichnet, das nach dem Auslesen (Rippen oder spezifischer: DAE) einer Audio-CD mit einer CD-Ripper-Software das Ergebnis mit denen anderer Benutzer vergleicht. Mit dieser Methode kann praktisch sichergestellt werden, dass die ausgelesenen Audiodaten korrekt sind. Der Abgleich der Daten wird anhand der von einem Ausleseprogramm (z. B. EAC) erstellten CRC-Prüfsummen ermittelt. Die von Nutzern erstellte Datenbank mit Leseergebnissen umfasste im März 2017 die Prüfsummen von etwa 3,5 Millionen CDs, die insgesamt etwa 305 Millionen Mal korrekt ausgelesen wurden. Als Voraussetzung gilt, dass auf verschiedenen Laufwerken identische Leseergebnisse möglich sind.
Die CUETools-Datenbank (CTDB) entwickelt das Konzept weiter: Sie enthält Fehlerkorrekturdaten (je CD 180 KiB), womit die Korrektur von mindestens bis zu vier fehlerhaft gelesenen Sektoren möglich ist, in vielen Fällen auch mehr; günstigstenfalls sind es bis zu 40 fehlerhaft gelesene Sektoren. Im März 2017 enthielt die CUETools-Datenbank etwa 3,5 Millionen CDs und 22 Millionen Rips.